# Hybomitra vulpes
Hybomitra vulpes är en tvåvingeart som först beskrevs av Szilady 1923.  Hybomitra vulpes ingår i släktet Hybomitra och familjen bromsar.
Artens utbredningsområde är Israel. Inga underarter finns listade i Catalogue of Life.